# Філонюк Микола Купріянович
Микола Купріянович Філонюк (нар. 28 квітня 1913, Київ — пом. 1998) — український живописець; член Асоціації художників Червоної України з 1930 року та Спілки радянських художників України.

## Біографія
Народився 28 квітня 1913 року в місті Києві (нині Україна). 1946 року закінчив Київський художній інститут, де навчався зокрема у Костянтина Єлеви, Карпа трохименка, Василя Касіяна, Іларіона Плещинського, Петра Котова, Павла Куценка.
Жив у Києві в будинку на провулку Івана Мар'яненка, № 14, квартира № 32 та у будинку на провулку Бастіонному, № 9, квартира № З. Помер у 1998 році.

## Творчість
Працював у галузі станкового живопису у жанрі портрета. Серед робіт портрети:
- Амвросія Бучми, Гната Юри (1945, вугілля, крейда; Державний музей театрального, музичного та кіно-мистецтва України);
- заслуженого учителя УРСР Х. О. Погоненка (1951, пастель);
- заслуженого учителя УРСР Н. П. Кропив'янського (1951);
- віце-президента Академії архітектури УРСР Миколи Сєверова (1952);
- старих більшовиків К. В. Курзіна, А. К. Михайлова (1957);
- «Внучка Тараса Григоровича Шевченка (кандидат історичних наук Л. П. Шевченко)» (1964);
- серія портретів робітників — захисників заводу «Арсенал» у 1917—1918 роках (1968, олівець);
- «Володимир Ілліч Ленін в Горках» (1970; Український дім).

Брав участь у республіканських виставках з 1951 року.
Крім вище зазначених музеїв, твори художника представлені в Луганському художньому музеї, галереях та приватних збірках в Україні та за її межами.